# Агеда (притока Воги)
А́геда (порт. Águeda, МФА: [ˈa.gɨ.dɐ]) — річка в Португалії, притока річки Вога. Довжина — 60 км. Формується річками Алфускейру і Агадан. Бере початок в Карамульських горах (муніципалітет Олівейра-де-Фрадеш, парафія Варзієлаш, місцевість Монтетесу). Протікає через муніципалітети Тондела і Агеда. Впадає до Воги в районі парафії Ейрол муніципалітету Авейру. Перед впадінням до Воги утворює заболочені озера, що звуться Ферментелушською качівнею (порт. Pateira de Fermentelos). Поряд з Агедою протікає річка Сертіма. Через річку наведені два мости — старий (римський) і новий. Стара назва — А́гата (лат. Agatha).